# Anguleru

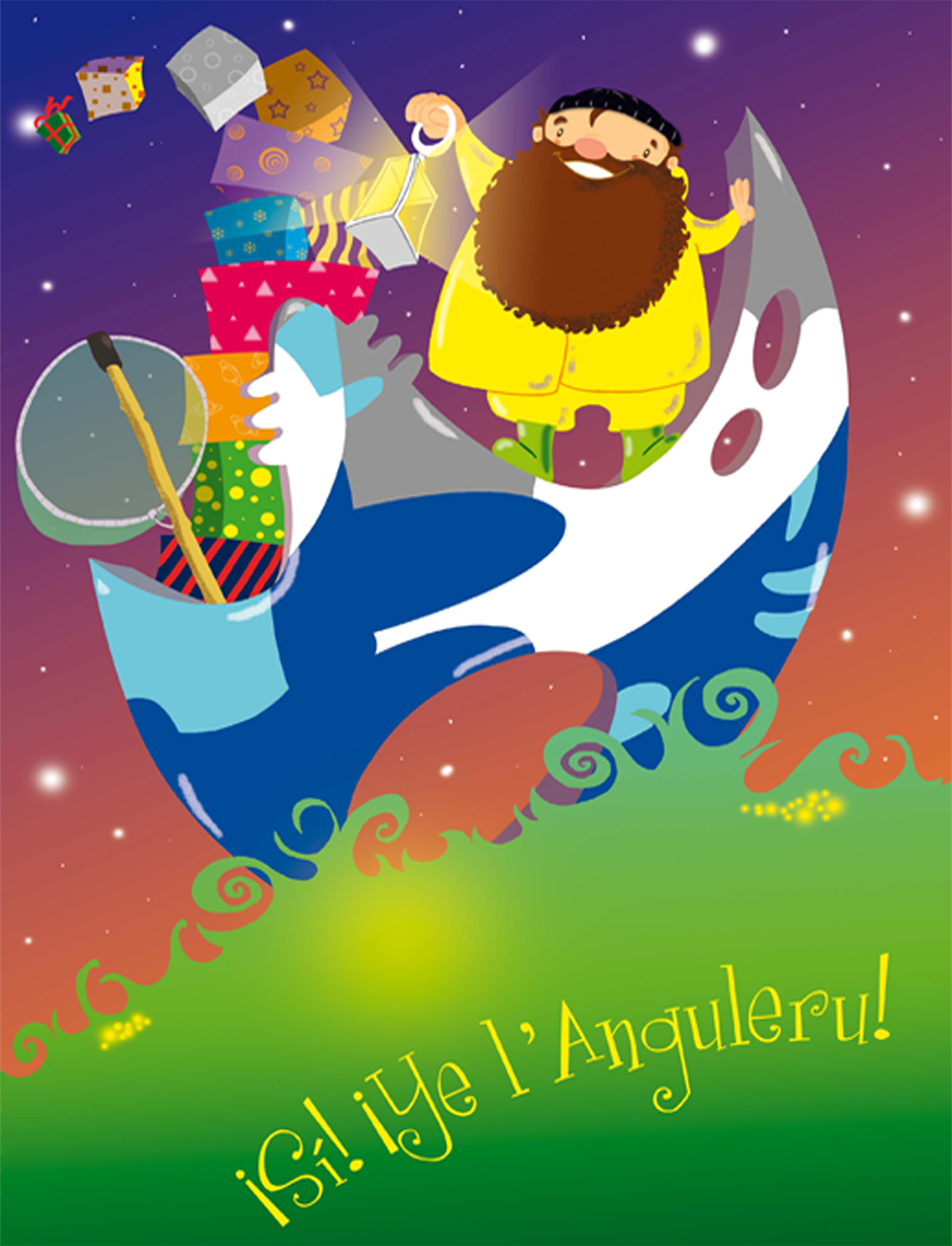
L'Anguleru a bord de la seva llanxa.

L'Anguleru (traduït de l'asturlleonès com "El pescador d'angules") és l'encarregat de portar els regals als nens i nenes asturians la nit de Nadal. D'acord amb l'imaginari, l'Anguleru viu durant tot l'any al Mar dels Sargassos, a prop d'Amèrica, cuidant les anguiles i les angules, fins que a l'hivern arriba a Astúries amb la seva llanxa (anomenada L'Angulina) la nit del 24 de desembre, moment que aprofita per pescar l'angula, vendre-la a la rula (llotja) i comprar regals per als nens i nenes d'Astúries amb els diners dels guanys.
L'Anguleru ve per Nadal perquè és el moment en el qual pesca més angules. Entra a Astúries pel riu Nalón, on els habitants de L'Arena el reben amb una cavalcada. Després d'aquesta rebuda recorre tots els rius, llacs i altres llocs en els que hi hagi aigua per visitar les llars asturianes. Per recobrar forces, els nens i nenes han de deixar una gorra de llana als peus de l'arbre de Nadal amb menjar i beguda.

## Origen
L'Anguleru és un personatge creat per l'associació "Garabuxada", de L'Arena (Sotu'l Barcu), el 2008 amb la intenció de potenciar un Nadal més proper a la tradició asturiana. Es va escollir el personatge d'un pescador d'angules per ser aquest ofici un dels més característics de la població de L'Arena i per estar la pesca d'angules molt lligada a bona part de la "mariña" asturiana, com a manera d'identificar més fàcilment la societat asturiana. Últimament es troba en procés de consolidació per tractar-se d'una figura estimuladora per a l'aprenentatge de la llengua asturiana a les generacions més joves.
Antigament, durant la pesca hivernal de l'angula, molts pescadors d'angules feien servir el sobresou dels guanys per comprar regals als nens i nenes. No obstant, a Astúries ja hi havia constància de personatges nadalencs que es dedicaven a repartir regals, especialment a les mascarades d'hivern.